# Baiami volucripes
Baiami volucripes là một loài nhện trong họ Stiphidiidae.
Loài này thuộc chi Baiami. Baiami volucripes được Eugène Simon miêu tả năm 1908.